# Collinder 69
Collinder 69, nach der Bayer-Bezeichnung seines hellsten Mitglieds auch λ Orionis-Haufen genannt, ist ein offener Sternhaufen im Sternbild Orion. Der Sternhaufen, der von Per Collinder in dem nach ihm benannten Katalog aufgenommen wurde, befindet sich im „Kopf“ des Sternbilds Orion. Der hellste Stern der etwa 40 Haufenmitglieder ist der Doppelstern Meissa (λ Orionis). Ein weiteres bereits freiäugig sichtbares Haufenmitglied ist φ¹ Orionis. φ² Orionis ist kein Mitglied des Haufens, sondern ein Vordergrundstern.  Weitere physikalische Mitglieder sind bereits mit einem geeigneten Fernglas sichtbar.  Cr 69 ist vom schwachen Emissionsnebel Sharpless 2-264 umgeben, der hauptsächlich von Meissa zum Leuchten angeregt wird.